# LocalBTV
LocalBTV — американський сервіс потокового телебачення, що базується в Лос-Альтосі, штат Каліфорнія, і належить компанії Didja. Послуга дозволяє абонентам переглядати прямі трансляції ефірного телебачення та національних каналів на пристроях, підключених до Інтернету, а також трансляції з відеореєстраторів.

## Характеристики
Схожий за концепцією на сервіси Locast та Aereo, LocalBTV пропонує місцеві канали через потокове мовлення. Однак LocalBTV заявив, що транслюватиме лише ті місцеві канали, які дозволяють це робити, уникаючи таким чином юридичних проблем, які мали Aereo, а віднедавна і Locast. Цільовою аудиторією LocalBTV є глядачі, які не можуть приймати місцеву антену, або ж їхні кабельні, супутникові чи потокові сервіси не транслюють місцеві канали, які вони хотіли б дивитися.

## Послуги
Станом на грудень 2022 року жодна з основних мереж не працює, але сервіс сподівається, що вони з'являться пізніше. Деякі з каналів, які зараз транслює LocalBTV, є основними та субканалами, такими як Cozi TV, The Country Network, getTV та NewsNet, а також двомовними каналами. Деякі з національних каналів, доступних повсюдно в США, включають Classic Reruns TV, Cozi TV, FNX та getTV. До додатка сервісу також входить програма передач і хмарний відеореєстратор. Наразі послуга є безкоштовною, а згодом планується запровадження додаткової платної версії.

## Доступність
Вибір національних каналів LocalBTV доступний на всіх ринках Сполучених Штатів. Наразі добірка місцевих каналів на LocalBTV доступна на 50 медіаринках США.